# 250
250 (CCL na numeração romana) foi um ano comum do século III do Calendário Juliano, da Era de Cristo, a sua letra dominical foi F (52 semanas), teve início a uma terça-feira e terminou também a uma terça-feira.
| Ano completo                       |
| ---------------------------------- |
| Ano comum com início à terça-feira |

## Eventos
- A Imperatriz Jingū subjuga a Coreia de acordo com o Nihon Shoki, sugerindo assim a existência de um forte governo central.[1]

## Nascimentos
- 31 de Março - Constâncio Cloro, imperador romano do Ocidente

## Mortes
- 20 de Janeiro - Papa Fabiano, 20º papa.